# Pakuonis
Pakuonis est un village situé au centre de la Lituanie sur la rive gauche du Niémen, dans l'apskritis de Kaunas (district de Prienai). Sa population est de 608 habitants en 2011.

## Histoire
Des fouilles archéologiques entreprises par le colonel S. Masalitinov au début du XXe siècle ont mis au jour des traces d'occupation remontant au IIIe ou IVe siècle. La première mention du village apparaît en 1744 dans les registres paroissiaux. Le village connaît la même histoire que ses voisins, l'affranchissement des serfs s'y fait plus tôt que sur l'autre rive du Niemen. Des sources historiques disent que les troupes françaises ont traversé le village en 1812 lors de la retraite de Russie. La tradition prétend que Napoléon a passé la nuit dans le manoir de Bačkininkėlių.
Le village est détruit pendant la Première Guerre mondiale. Il est reconstruit après guerre, et comporte 76 maisons en 1940.
À l'indépendance, en 1918, le centre administratif et politique prend le nom de Pagirmuonys, du nom d'un manoir sur son territoire.
À partir de juillet 1941, les Juifs de Pakuonis sont progressivement arrêtés et transférés dans le ghetto de Garliava. Selon les données du registre d'arrestation, au 11 septembre 1941, 45 Juifs vivent encore dans le district. Les derniers sont tués entre le 28 août et le 4 septembre, comme la majorité des Juifs des districts voisins.
La majorité des agriculteurs, accusés, à tort ou à raison, d'avoir soutenu les nationalistes, sont déportés en Sibérie dans les années d'après guerre. Un kolkhoze est formé. D'abord le Commune de Paris avant de devenir le Victoire puis d'être rattaché en 1971 à la ferme horticole de Daukšiagirės. Le kolkhoze est dissous en 1991.
La première église est construite en bois en 1794. Consacrée à la sainte trinité, elle est reconstruite en briques en 1883 et consacrée en 1886 à la « Sainte Vierge Marie montée aux cieux ». En 1990, elle reçoit un orgue à sept jeux construit par Antano Marcinkevičiaus.

## Démographie
Démographie du bourg de Pakuonis
| 1923 | 1940 | 1979 | 2004 |
| ---- | ---- | ---- | ---- |
| 409  | 500  | 551  | 680  |

## Monuments
- Ruines du manoir de Pagirmuonys
- Domaine agricole de Daukšiagirės
- Tertre de Bačkininkėlių
- Deux tertres de Pašventupys
- Tertre de Sabalėnai
- Église paroissiale

## Musées
- Musée des environs de Pakuonis

## Personnalités
- Jacques Koslowsky, peintre